# Classe Cannon
La classe Cannon, est une classe de soixante-douze destroyers d'escorte de l'US Navy construits entre 1942 et 1944 et actifs jusqu'en 1968. 
Plusieurs dizaines ont été transférées à des marines alliées entre la fin de la Seconde Guerre mondiale et les années 1950.
8 ont servi dans la marine brésilienne.
8 ont servi dans la marine royale néerlandaise entre 1950 et 1967.

## Dans la marine française
14 navires de cette classe ont été utilisés à partir de 1944.par la marine française . Ils ont été classés escorteur rapide :
- Sénégalais (indicatif visuel F702) (ex-Corbesier DE106) 1944-1964
- Algérien (indicatif visuel F701) (ex-Cronin DE107) 1944-1964
- Tunisien (indicatif visuel F706) (ex-Crosley DE108) 1944-1960
- Marocain (indicatif visuel F705) (ex-DE109) 1944-1960
- Hova (indicatif visuel F704) (ex-DE110) 1944-1964
- Somali (indicatif visuel F703) (ex-DE111) transformé en bâtiment d'expérimentation anti-sous-marine en 1964 [renommé Arago en 1968] 1944-1972[1]
- Berbère (indicatif visuel F723) (ex-Clarence L. Evans DE113) 1952-1969
- Arabe (indicatif visuel F707) (ex-Samuel S. Miles DE183) 1950-1958
- Kabyle (indicatif visuel F718) (ex- Riddle DE185) 1950-1959
- Bambara (indicatif visuel F719) (ex-Sweaver DE186) 1950-1959
- Malgache (indicatif visuel F724) (ex-Baker DE190) 1952-1969
- Sakalave (indicatif visuel F720) (ex-Wingfield DE194) 1950-1959
- Touareg (indicatif visuel F721) (ex-Bright DE747) 1950-1958
- Soudanais (indicatif visuel F722) (ex-Cates DE763) 1950-1959